# Máti Páně přesvatá
Máti Páně přesvatá (německy Mutter Gottes, heilige) je česká mariánská poutní píseň. Její text napsal Václav Koranda v Horkách nad Jizerou, melodii složil František Musil pro kancionál Cesta k věčné spáse, díky němuž se rozšířila. V jednotném kancionále, v němž má přepracovaný text, je označena číslem 806. Má sedm slok (v původní Korandově verzi jich měla dvanáct) a při mši se může zpívat při vstupu, před evangeliem a při obětním průvodu. Je psána ve tříčtvrtečním taktu a tónině C dur.